# Dipoena bodjensis
Dipoena bodjensis là một loài nhện trong họ Theridiidae.
Loài này thuộc chi Dipoena. Dipoena bodjensis được Eugène Simon miêu tả năm 1885.